# De wind in de wilgen (stripreeks)
De Wind in de Wilgen (Frans: Le Vent dans les Saules) is een Franse stripreeks van tekenaar en scenarist Michel Plessix. Het betreft een stripversie van het beroemde kinderboek De wind in de wilgen (in het Engels: The Wind in the Willows) van de Schotse schrijver Kenneth Grahame over de karakters Mol, Rat, Das en Pad.

## Publicatie
De reeks bestond uit vier albums werd oorspronkelijk van 1996 tot en met 2001 in Frankrijk uitgegeven door Delcourt. De Nederlandse vertalingen werden in 2003 en 2003 uitgegeven door de Belgische uitgeverij Standaard.

### Albums
| Nummer | Titel                   | Jaar | Nederlandse titel (jaar)       |
| ------ | ----------------------- | ---- | ------------------------------ |
| 1      | Le Bois sauvage         | 1996 | Het woeste woud (2003)         |
| 2      | Auto, crapaud, blaireau | 1997 | Pad als autocraat (2003)       |
| 3      | L'échappée belle        | 1999 | De grote ontsnapping (2004)    |
| 4      | Foutoir au manoir       | 2001 | Slot Koppigaerde ontzet (2004) |

## De Wind in de Woestijn
Plessix bewerkte in zijn vier albums elf van de twaalf hoofdstukken van het oorspronkelijke boek. Het hoofdstuk waarin Rat een andere rat ontmoet die over de zeeën zeilt (Sea Rat) werkte Plessix uit tot een zelf geschreven vervolg op het beroemde verhaal. Daarin gaan Mol, Rat, Das en Pad op reis naar Afrika. Deze vervolgreeks met de titel De Wind in de Woestijn verscheen bij Delcourt van 2005 t/m 2013 in vijf delen. Drie delen werden in het Nederlands vertaald.

### Albums vanDe Wind in de Woestijn
| Nummer | Titel                  | Jaar | Nederlandse titel (jaar)         |
| ------ | ---------------------- | ---- | -------------------------------- |
| 1      | L'invitation au voyage | 2005 | De lokroep van het reizen (2006) |
| 2      | Etranges étrangers     | 2007 | Vreemdelingen vervreemd (2007)   |
| 3      | La tentation du désert | 2009 | Een bodemloze schat (2009)       |
| 4      | Le chant des dunes     | 2011 | Niet in het Nederlands vertaald  |
| 5      | Du souk dans la casbah | 2013 | Niet in het Nederlands vertaald  |